# Полошки
Поло́шки — село в Україні, у Глухівській міській громаді Шосткинського району Сумської області. Розташоване на річці Вербовитець (Вербоватиця або Ракита) за 13 км від центру громади міста Глухова та за 5 км від автодороги Київ — Москва М02E101. Населення станом на 2001 рік становило 1334 особи. До 2020 орган місцевого самоврядування — Полошківська сільська рада.

## Географія
Село Полошки знаходиться на березі річки Ракита, вище за течією на відстані 1,5 км розташоване село Щебри, нижче за течією на відстані 1,5 км розташоване село Сліпород. На річці кілька загат.

## Топоніми назви
- «Полошки» — «По»-«Влош»-«Ки», що варто трактупати, як «Після-Кельтів-Волохів».
- «Полошки» з литовської мови — «підупалі» або «зруйновані», і містить найхарактерніший литовський наросток –шки.

## Історія
Село відоме з другої половини XVI століття. В архівах зустрічаються дані про те, що заснування хутора Полошки відбулося козацькими старшинами. Тому переважна більшість прізвищ серед мешканців села типово козацька.
У 1801 році в маєтку поміщика Марковича в селі Полошки була знайдена каолінова глина, яка вважалася найкращою сировиною для порцелянового виробництва, бо особливо чистота і пластична. Звідси каолін вивозився на порцелянові заводи Російської імперії та за кордон.
12 червня 2020 року, відповідно до розпорядження Кабінету Міністрів України № 723-р «Про визначення адміністративних центрів та затвердження територій територіальних громад Сумської області», село увійшло до складу Глухівської міської громади.
19 липня 2020 року, в результаті адміністративно-територіальної реформи та ліквідації Глухівського району, село увійшло до складу новоутвореного Шосткинського району.
9 серпня 2024 року росіяни здійснили декілька авіаударів КАБами по населеним пунктам Глухівської міської громади, загалом 4 вибухи (по Глухівщині - 12 бомб): 2 бомби - по Глухову, ще по одній - по Полошках й Заруцькому . За словами начальника Сумської ОВА Володимира Артюха протягом 9 серпня росіяни на Сумщині вперше використали нові бомби - універсальні міжвидові плануючі боєприпаси, певний гібрид між бомбою та ракетою: "Раніше це були прості КАБи, які планували й завдавали ударів по населених пунктах та об'єктах інфраструктури, зараз з'явилися нові плануючі боєприпаси. Вони такі ж, як і КАБи, але мають двигун. Ця бомба летить значно далі, у два рази, і точніше». Із 24 авіабомб, випущених вдень 9 серпня по території Сумської області нових бомб було – 11.

### Населення
У церковній відомості про сповідь за 1780 рік в с. Полошки налічується 946 особи (482 чоловічої статі та 464 жіночої).
У 1859 році у казенному, козацькому селі налічувалось 159 дворів, мешкало 894 особи (411 чоловічої статі та 483 — жіночої), була православна церква та завод винокуріння.
Станом на 1885 рік у колишньому державному та власницькому селі Глухівської волості Глухівського повіту Чернігівської губернії, мешкало 1151 особа, налічувалось 220 дворових господарств, існувала православна церква, 3 постоялі будинки, водяний млин.
За переписом 1897 року кількість мешканців зросла до 1745 осіб (861 чоловічої статі та 884 — жіночої), всі православної віри.
| 1780 | 1859 | 1885  | 1897  | 1980  | 2001  |
| ---- | ---- | ----- | ----- | ----- | ----- |
| 946  | 894  | 1 151 | 1 745 | 1 792 | 1 334 |
|      | ▼    | ▲     | ▲     | ▲     | ▼     |

## Соціальна сфера
В Полошках є школа, будинок культури з залом на 450 місць, бібліотека, фельдшерсько-акушерський пункт, відділення зв'язку.

## Відомі люди
В селі народилися:
- Бірюк В’ячеслав Миколайович — український військовик, учасник російсько-української війни[10].
- Жук Галина Дмитрівна — майстриня художньої кераміки, член Національної спілки майстрів народного мистецтва України.
- Картавий Петро Васильович — письменник, упорядник Літопису авторської пісні — об'єднувач бардів України.
- Самуїл Миславський — філософ-богослов.
- Павлова Євдокія Максимівна — новатор виробництва, бригадир Шосткинського машинобудівного заводу Сумської області. Депутат Верховної Ради УРСР 5-го скликання.
- Понирка Денис Васильович (1746—1790) — український лікар.
- Подставка Євгеній Іванович — український військовик, головний сержант 16-го окремого мотопіхотного батальйону «Полтава» 58-мої окремої мотопіхотної бригади імені гетьмана Івана Виговського Збройних Сил України, що трагічно загинув під час російського вторгнення в Україну 2022 року[11].
- Семерня Анатолій Петрович (05.12.1975 – 22.04.2024) — український військовик, учасник російсько-української війни[12].

Мешкали
- Скоропадський Павло Петрович
- Скоропадська Олександра Петрівна
- Скоропадський Данило Павлович

## Пам'ятки
Поблизу села виявлені залишки городища та курганний могильник періоду Київської Русі.
В Полошках знаходиться парк Скоропадського та діє Миколаївська церква (1796 рік).
У селі споруджені монумент на честь радянських воїнів, загиблих при звільненні села від гітлерівців, і меморіал на честь односельців, полеглих в боротьбі проти нацистів.

## Традиції
У селі Полошки на Масляну «Варили вареники з сиром і пили-їли – “Масляну катають”», в’язали неодруженим колодку, а коли лягали спати, ховали за щоку сир – від відьом.

## Виробництво
- ТОВ «Велетень» - агрофірма
- ТОВ Полошківський Цегляний Завод